# 曹楊路駅
座標: 北緯31度14分28秒 東経121度24分46秒 / 北緯31.24111度 東経121.41278度
曹楊路駅（そうようろ-えき）は、中華人民共和国上海市普陀区に位置する上海軌道交通3号線・4号線・11号線・14号線の駅。

## 利用可能な鉄道路線
上海軌道交通
■3号線
■4号線
■11号線
■14号線

## 駅構造

### 3・4号線
3号線と4号線が1つのホームを共有している。相対式ホーム2面2線の高架駅。

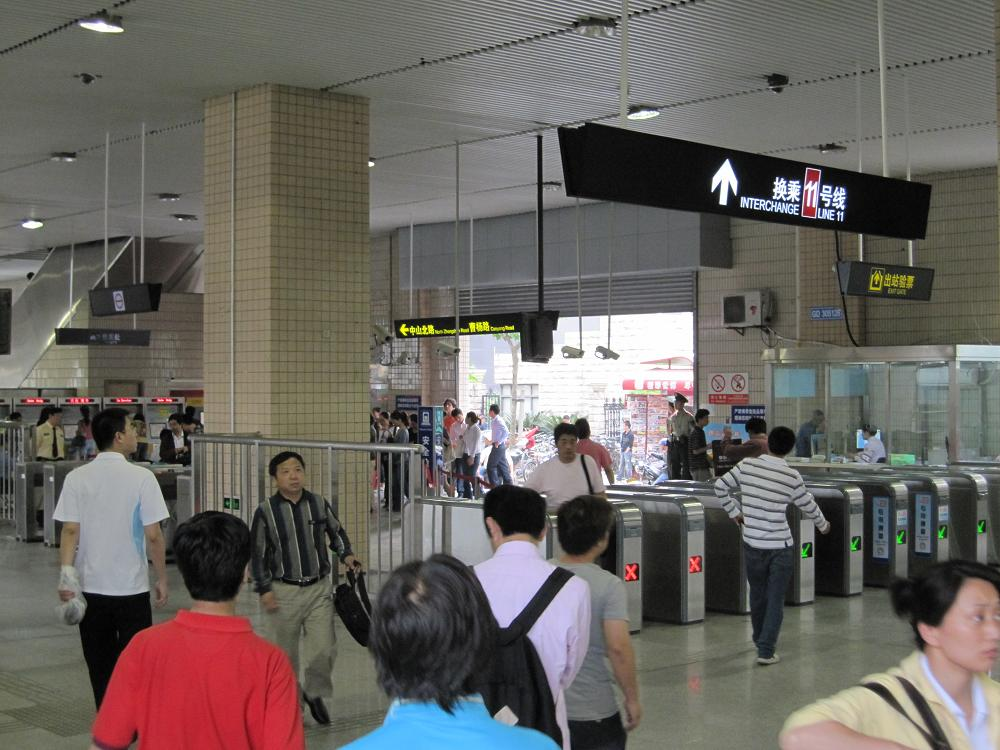
改札付近

### 11号線
単式ホーム1面1線が二層構造となっている地下駅。南行きが地下2階で、北行きが地下3階に位置する。

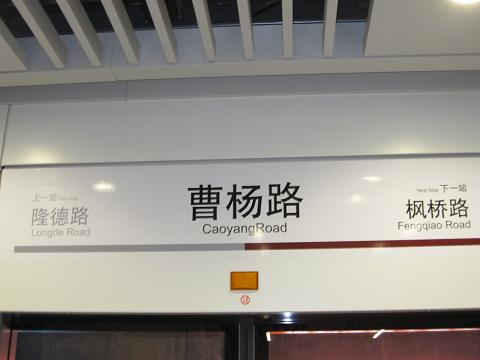
駅名標

## 歴史
- 2000年12月26日 - 3号線開業。
- 2005年12月31日 - 4号線開業。
- 2009年12月31日 - 11号線開業。
- 2021年12月30日 - 14号線開業[1]。

## 隣の駅
上海軌道交通
 3号線
金沙江路駅 - 曹楊路駅 - 鎮坪路駅
 4号線
金沙江路駅 - 曹楊路駅 - 鎮坪路駅
 11号線
隆徳路駅 - 曹楊路駅 - 楓橋路駅
 14号線
中寧路駅 - 曹楊路駅 - 武寧路駅